# Alfonso Raimo
Alfonso Raimo (ur. 2 lipca 1959 w Calabritto) – włoski duchowny rzymskokatolicki, biskup pomocniczy Salerno-Campagna-Acerno  od 2024.   

## Życiorys

### Prezbiterat
Święcenia kapłańskie otrzymał 18 marca 1990. Po ich przyjęciu został inkardynowany do Archidiecezji Salerno-Campagna-Acerno. Od 1990 roku pracował jako wikariusz i proboszcz dwóch parafii archidiecezjalnych. Od 2015 do chwili nominacji pracował jako proboszcz jednej z parafii w Eboli. Od 2001 do 2012 pełnił funkcję kierownika Duszpasterstwa misyjnego Konferencji Episkopatu Kampanii. Od 2007 jest  profesorem  teologii misji w Instytucie Teologicznym w Salerno i Wyższym Instytucie Nauk Religijnych w Salerno. Sprawował także liczne urzędy  w instytucjach archidiecezjalnych. Od 2020 pełnił urząd  wikariusza generalnego Archidiecezji i członka Rady ds. gospodarczych Muzeum Diecezjalnego, natomiast od 2021 był członkiem Kolegium Konsultorów i archidiecezjalnej Rady Duszpasterskiej.

### Episkopat
30 kwietnia 2024 papież Franciszek mianował go biskupem pomocniczym Salerno-Campagna-Acerno przydzielając jemu stolicę tytularną Termae Himerae.  
1 czerwca 2024 otrzymał święcenia biskupie w Katedrze św. Mateusza w Salerno. Udzielił mu ich arcybiskup Andrea Bellandi.   